# Kiing Shooter
William Antonio Daniels (nom de scène : Kiing Shooter) né le 25 juillet 1992 et mort le 5 mai 2020 est un rappeur américain,.